# Линник Олександр Миколайович
Олександр Миколайович Линник (Лінник) (1893, село Великий Вистороп, тепер Лебединського району Сумської області — ?) — український радянський діяч, новатор сільськогосподарського виробництва, голова колгоспу «Шлях Леніна» Лебединського району Харківської (тепер — Сумської) області. Депутат Верховної Ради СРСР 1-го скликання.

## Біографія
Народився в бідній селянській родині. З дванадцятирічного віку наймитував у заможних селян на Сумшині та Кубані, був чорноробом у місті Ростові-на-Дону, працював у поміщика Зайцева.
У 1914—1917 роках служив у російській імператорській армії, учасник Першої світової війни. У 1917 році повернувся до рідного села Великий Вистороп.
З 1919 року служив у Червоній армії, воював проти польських військ та військ УНР.
Після демобілізації обирався головою комітету незаможних селян (комнезаму) Великого Висторопу, був уповноваженим земельної громади. З 1925 року — голова сільського споживчого товариства. У 1928—1929 роках — завідувач сільського будинку культури.
У 1929—1931 роках — голова Велико-Висторопської сільської ради Лебединського району.
Кандидат у члени ВКП(б) з 1930 року.
У 1931—1932 роках — агент із хлібозаготівель Лебединського району. У 1932—1933 роках — відповідальний секретар Лебединської районної ради Товариства сприяння обороні СРСР.
З 1933 по 1937 рік — голова колгоспу «Шлях Леніна» села Червлене (Гірки) Лебединського району Харківської (тепер — Сумської) області.
Член ВКП(б).
У 1937—1941 роках — голова виконавчого комітету Лебединської районної ради депутатів трудящих Сумської області.
Під час німецько-радянської війни у 1941 році, за постановою бюро Сумського обкому КП(б)У, був залишений в тилу для керівництва всією підпільною і партизанською роботою в Лебединському районі та призначений 1-м секретарем Лебединського підпільного районного комітету КП(б)У, але до роботи не приступив, бо 9 жовтня 1941 року евакуювався у східні райони СРСР.
У 1943 році повернувся з евакуації і декілька місяців (з 1943 по 1944 рік) працював секретарем Лебединського районного комітету КП(б)У Сумської області.
Потім був на партійний роботі в західних областях Української РСР.
З 1946 року — директор Лебединської мебельної фабрики, директор Лебединської швейної фабрики, голова шевської артілі «Нове життя» у місті Лебедині Сумської області.
З 1956 року ніде не працював, одержував персональну пенсію.

## Нагороди
- орден Червоного Прапора (1920)